# Любомирівська сільська рада (Березнегуватський район)
Любоми́рівська сільська́ ра́да — колишній орган місцевого самоврядування в Березнегуватському районі Миколаївської області. Адміністративний центр — село Любомирівка.

## Загальні відомості
- Територія ради: 69,05 км²
- Населення ради: 843 особи (станом на 2001 рік)
- Територією ради протікає річка Висунь.

## Населені пункти
Сільській раді підпорядковані населені пункти:
- с. Любомирівка
- с. Веселий Кут
- с. Яковлівка

## Склад ради
Рада складалася з 14 депутатів та голови.
- Голова ради: Єфименко Василь Іванович

### Керівний склад попередніх скликань
| Прізвище, ім'я, по батькові | Основні відомості                                                                     | Дата обрання | Дата звільнення |
| --------------------------- | ------------------------------------------------------------------------------------- | ------------ | --------------- |
| Єфименко Василь Іванович    | Сільський голова, 1959 року народження, освіта середня загальна, безпартійний         | 26.03.2006   | 31.10.2010      |
| Єфименко Василь Іванович    | Сільський голова, 1959 року народження, освіта середня загальна, член Партії регіонів | 31.10.2010   |                 |

Примітка: таблиця складена за даними сайту Верховної Ради України